# Štefan II. Druget
Štěpán II. Druget(h) (maďarsky II. Drugeth István) byl hornouherský šlechtic z rodu Drugethů. Zastával úřad užského a zemplínského župana. 

## Život
Připomíná se v letech 1411-1466. Oženil se s Kateřinou. V roce 1466 se o něm dozvídáme na základě soudního sporu, do kterého vstoupili synové Mikuláše II. - Štěpán II. a Bartoloměj I. jakož i synové Štěpána II. - Šimon I., Jan VI. a Štěpán III. Drugetové si v něm stěžovali na Jana Lokoše a Petra, syna Jana mladšího, kteří napadli jejich poddané cestou domů, když se vraceli z trhu z Debrecína. Aby byla prokázána jejich nevina, mělo 50 šlechticů odpřisáhnout, že to nebyli oni. 
Štěpán II., syn Mikuláše II., je zmiňován i v roce 1449, když se dostal se svým bratrancem Bartolomějem II. do zajetí bratříků. Příčinou byla nová politická situace, když v roce 1437 zemřel Zikmund Lucemburský, na trůn se dostal jeho zeť Albrecht Habsburský. Nastalo období, ve kterém se Uhersko ocitlo v hluboké anarchii, přestože královně-vdově se narodil syn Ladislav Pohrobek. Ta si na pomoc pozvala Jana Jiskru z Brandýsa jako kapitána severního Uherska. Vnitropolitické nepokoje v druhé polovině 15. století znamenaly pro Zemplín přítomnost bratříků a Jiskrovců - vojsk, jejichž jádro tvořili bývalí husitští bojovníci. Husité, kteří v letech 1419-1434 plenili Slovensko, se až na Zemplín nedostali. Jiskrovo vojsko se však dostalo až do této části. Proti nim se postavili i Drugetové spolu s ostatními zemplínskými pány. Bratříky vedl kapitán Jan Talafús. Ti v roce 1449 zaútočili i na Humenné a jejich výboje sahaly až do Cabin. Tento vpád do Humenného a jeho okolí poprvé silně otřásl hospodářskou základnou Drugetů. Jiskra tehdy zajal i Štěpána II. a Bartoloměje II. Následovalo dlouhé vyjednávání. Za jejich osvobození ze zajetí se přimlouval i jágerský biskup Ladislav Hédervári, který se dopisem ze dne 5. května 1449 obrátil na město Bardějov s žádostí o jejich vysvobození
"Moudří a poctiví muži, naši milí přátelé! O osudu našich bratrů Štěpána a Bartoloměje z Humenného jste se zajisté dozvěděli dříve, než my. Žádáme Vás tedy a odvoláváme se na vaše přátelství, abyste vykoupili z českého zajetí zmiňované a naše bratry ve stanovené lhůtě, nač vám dáváme naši záruku. Dáno v Jágru roce 1449, Ladislav Hédervár, biskup jágerské církve. "
Nakonec se podařilo ve Stropkově v roce 1450 Janovi z Perínu, který byl zemplínským županem, uzavřít dohodu s Janem Jiskrou. Jiskra na základě dohody propustil Štěpána II. a Bartoloměje II. na svobodu s podmínkou, že celý příjem z dolu v Telkibánya a také veškeré příjmy z humenské a stropkovské třicátkové stanice dostane on.
V roce 1459 se zemplínským županem stal Štěpán z Perínu. V té době se v Zemplíně připomíná mezi předními muži Ladislav z Pavlovců, dvorní magistr, Štěpán, Jan Rajnold a Osvald z Rozhanovců, Štěpán z Perínu, Peter Sokol i Bartoloměj II. a Šimon I. z Humenného.
To, že v té době byla stolice poplatná českým zbojníkům, svědčí i listina s následujícím obsahem
"My, Jan Talafúz z Ostrova atd.. ... že vznešení pánové Štefan a Bartoloměj z Humenného, společně s panem Štefanem z Perínu, zemplínským županem, nám měli dát tisíc guldenů za pomoc, protože to jasně vyplývá z nařízení treugenského míru, aby mohli zůstat v klidu a míru. Tímto potvrzujeme vznešeným a urozeným pánům uvedenou částku tisíc guldenů a slibujeme, že je necháme na pokoji. Na hradě Šariš roku 1460."
Štěpán II. měl tři syny - Jana IV., Štěpána III. a Šimona I. Nevíme o jakého Štěpána jde (otce či syna), když se v listině z roku 1465 uvádí, že Ladislav Paločaj, královský soudce, na základě stížnosti Andreje Butkaje, nařídil Zemplínské župě, aby provedla vyšetření ve věci podpálení domu Andreje Butkaje ve vsi Budkovce, čímž mu vznikla škoda v hodnotě 600 zlatých. Obvinění byli Štěpán z Humenného, Ladislav z Lastomír a Benedikt, syn Alexandra Butkaje.